# Al-Ettifaq
Al-Ettifaq (arabă الاتفاق) este un club sportiv din Dammam, Arabia Saudită. A câștigat Campionatul de fotbal din Arabia Saudită de două ori, în 1983 și 1987.

## Palmares
- Campionatul de fotbal din Arabia Saudită: 2
  - Campioni :1983, 1987
- Cupa Prințului: 1
  - Campioni : 1965
- Cupa Regelui: 2
  - Campioni : 1968, 1985
- Cupa Federației Arabiei Saudite: 3
  - Campioni : 1991, 2003 , 2004
- Champions League-ul Arabiei: 2
  - Campioni : 1984, 1988

## Performanțe în competițiileAFC
- Liga Campionilor Asiei: 2 prezențe

1989: Grupe
2009 : șaisprezecimi

## Jucători notabili
- André Neles (2006-2007)